# Richard Gadze
Richard Gadze (Accra, 23 agosto 1994) è un calciatore ghanese, attaccante del Persiku Kudus.

## Palmarès

### Club

#### Competizioni nazionali
- Campionato moldavo: 1

Sheriff Tiraspol: 2020-2021